# Verband der Krankenhausdirektoren Deutschlands
Der Verband der Krankenhausdirektoren Deutschlands e.V. (kurz: VKD) wurde am 5. Juli 1903 in Dresden unter dem Namen „Vereinigung der Verwaltungsvorstände der Krankenhäuser Deutschlands“ gegründet. Seine Mitglieder sind vor allem leitende Mitarbeiter in der Krankenhausverwaltung. Aufgabe des Verbandes ist es die Interessen seiner Mitglieder und von Krankenhäusern öffentlich zu vertreten und sie bei der Wahrnehmung ihrer Aufgaben zu unterstützen.
Der Verband arbeitet in der Europäischen Vereinigung der Krankenhausdirektoren (EVKD) sowie anderen internationalen
Institutionen mit.

## Geschichte des Verbandes
Die Entwicklung des früher auf milde Gaben angewiesenen Armenspitals zum Krankenhaus und zum Gesundheitszentrum unserer Tage spannt einen großen Bogen von der selbstlosen karitativ/diakonischen Sorge um den kranken Menschen über das „Verwaltungsobjekt“ Krankenhaus hin zum Krankenhaus als Wirtschaftsunternehmen.
Vor diesem Veränderungshorizont entstand zwangsläufig der Wunsch und die Notwendigkeit, Kontakte mit Fachleuten anderer Krankenhäuser zu pflegen und deren Erfahrungen für den eigenen Krankenhausbetrieb nutzbar zu machen. Bereits in den 1890er Jahren bildeten sich Gesprächskreise. So gründeten am 5. Juli 1903 im neuen Stadtkrankenhaus Dresden-Johannstadt 18 leitende Verwaltungsbeamte aus Krankenhäusern des damaligen Reichsgebietes die „Vereinigung der Verwaltungsvorstände der Krankenhäuser Deutschlands“. Der Vereinigung gehörten damals Verwaltungsleiter aber auch Städte, Kreise und Körperschaften des öffentlichen Rechtes als Mitglieder an. Diese Vereinigung entwickelte sich zu einer umfassenden Organisation der deutschen Krankenhäuser, die sich den betrieblichen und personellen Fragen der Krankenhäuser und der Fort- und Weiterbildung der Mitarbeiter in den Krankenhäuser widmete.
Schon in der Gründungsversammlung wurde ein Ausschuss gebildet mit der Aufgabe, Betriebsvergleiche für Krankenhäuser vorzubereiten und durchzuführen. Ein erster umfassender Vergleich der Betriebsergebnisse großer Krankenanstalten konnte bereits in der ersten Ausgabe der eigenen Fachzeitschrift der „Zeitschrift für Krankenanstalten“ am 5. Januar 1905 veröffentlicht werden. Die Fachzeitschrift wurde zum entscheidenden Bindeglied zwischen den Krankenhäusern im Reichsgebiet. Auf den regelmäßigen Zusammenkünften, insbesondere den Jahrestagungen wurden Themen behandelt, die Verbesserungen des betrieblichen Geschehens im Krankenhaus förderten.
Anfang 1943 verlor die Fachvereinigung in organisatorischer Hinsicht durch die angeordneten Eingliederungen in die Deutsche Krankenhausgesellschaft ihre Selbständigkeit. Sie führte die Bezeichnung: „Deutsche Krankenhausgesellschaft – Fachvereinigung der Verwaltungsleiter der Kranken-, Heil- und Pflegeanstalten“.
Die durch den Zweiten Weltkrieg unterbrochene eigenständige Verbandsarbeit wurde im Westen Deutschlands schon bald nach 1945 wieder aufgenommen und führte 1952 zur Neustrukturierung und Umbenennung in „Fachvereinigung der Verwaltungsleiter deutscher Krankenanstalten e. V.“.
Im Jahre 1989 hat die Mitgliederversammlung erneut eine Namensänderung in „Verband der Krankenhausdirektoren Deutschlands e. V. (VKD)“ vorgenommen. Im Osten Deutschlands gab es nach dem Zweiten Weltkrieg keinen entsprechenden eigenständigen Verband. Vielmehr waren die ökonomischen Direktoren bzw. Verwaltungsleiter Mitglieder der alle Berufsgruppen umfassenden Krankenhausgesellschaft.
Nach der Öffnung der Grenzen in Deutschland und Europa hatte sich im Gebiet der damaligen DDR bereits am 5. April 1990 der „Verband der Krankenhausverwaltungsleiter in der DDR“ etabliert, der sich aber nach wenigen Monaten bereits im Juli 1990 durch Beitritt seiner Mitglieder in den Verband der Krankenhausdirektoren Deutschlands e. V. wieder auflöste. Damit umfasst der Verband heute das Gebiet des vereinigten Deutschlands.
Verbandsintern wird durch einen umfassenden Erfahrungsaustausch sowie durch Veranstaltungen zur Fort- und Weiterbildung unternehmerisches Führen und Handeln im Krankenhaus vermittelt.

## Organisationsstruktur
Organe des Verbandes sind gemäß Satzung die Mitgliederversammlung, der Vorstand, das Präsidium und der Präsident.
Durch den Vorstand wurde im Jahr 1992 eine Geschäftsführerin bestellt, die die Geschäfte auf der Grundlage der Beschlüsse des Verbandes bis heute führt.
Die Geschäftsstelle befindet sich seit 2001 am Sitz des Verbandes in Berlin.
Dem Verband gehören Landesgruppen an, deren Gliederung von der Mitgliederversammlung festgelegt wird (13 Landesgruppen, Stand 1/2009).
Zur Förderung der Zusammenarbeit und für spezielle Fragestellungen von Mitgliedern mit gleicher fachspezifischer Interessenlage hat der Vorstand die Fachgruppen Rehabilitation, Pflegeeinrichtungen und Psychiatrie gebildet.
Auf Beschluss des Vorstands wurden die Fachausschüsse für Grundsatzfragen und für Betriebswirtschaft gebildet.

## Kompetenzen
Die Mitglieder des Verbandes der Krankenhausdirektoren Deutschlands sind in der Managementebene der Krankenhäuser tätig und verantworten die Wirtschaftsführung in den Krankenhäusern Deutschlands. Sie sind sowohl auf der Bundes- als auch auf Landesebene aktiv und verfügen über langjährige Erfahrungen im Gesundheitssektor.

## Positionen, Aufgaben und Ziele
Das Krankenhaus ist der Würde des kranken Menschen verpflichtet. Es ist seine Aufgabe, den wissenschaftlichen Erkenntnissen und dem technischen Fortschritt Rechnung zu tragen, die Humanität für den Patienten zu wahren und die Wirtschaftlichkeit bei qualitativ hochwertigen Leistungen zu sichern. Die Mitglieder des Verbandes der Krankenhausdirektoren Deutschlands vertreten die Position, dass auch in Zeiten knapper werdender finanzieller Mittel Kosteneffizienz und Wirtschaftlichkeit nicht im Widerspruch zum hohen ethischen Anspruch und zu einer hervorragenden Qualität stehen dürfen. Die veränderte Altersgruppenpyramide stellt eine Herausforderung an den medizinischen Fortschritt und die Ethik dar.
Die Professionalisierung des Managements als Voraussetzung für die Nutzung aller Vorzüge von Vernetzung und Kooperation wird als Weg in die Zukunft einer Gesundheitswirtschaft gesehen, die als Motor einer effizienten Wirtschafts- und Beschäftigungspolitik Wachstum und Arbeitsplätze sichern kann.
Der Verein unterstützt deshalb seine Mitglieder bei den Aufgaben des Managements in den Krankenhäusern, Pflegeeinrichtungen und Rehabilitationskliniken, organisiert vielfältige Veranstaltungen zur Fort- und Weiterbildung auf der Ebene der Bundesländer und des Bundes und fördert den Erfahrungsaustausch. Er gestaltet aktiv die Rahmenbedingungen der Gesundheitspolitik und der Patientenversorgung auf hohem ethischem und medizin-pflegerischem Niveau mit.
Der Verein ist als einer der Träger der Gesellschaft Deutscher Krankenhaustag (GDK) Mitorganisator des Deutschen Krankenhaustages im Rahmen der MEDICA. Der VKD ist Initiator der Europäischen Vereinigung der Krankenhausdirektoren (EVKD). Der Präsident des VKD ist seit 2006 Vizepräsident der EVKD. Mitglieder des VKD arbeiten in internationalen Gremien mit.

## Auszeichnungen
Träger des Golden Helix Award: Qualitätspreis für hervorragende Projekte in der Gesundheitswirtschaft.